# 姜厚任
姜厚任（1955年8月6日—），臺灣男演員。

## 生平
姜厚任出身自華視訓練班，但後來成為中視的基本演員，和寇世勳、張晨光、周紹棟、張佩華並稱為「中視五虎」。姜厚任曾任演藝工會理事长。1998年，姜厚任曾代表民主聯盟參加立委選舉。此后姜厚任先后移居北京和上海，著有佛法書籍《一本正經》。

## 電視劇（台灣）
| 年度   | 播出頻道 | 劇名                 | 角色   |
| ------ | -------- | -------------------- | ------ |
| 1986年 | 中視     | 《金劍鵰翎》         | 藍玉棠 |
| 1987年 | 中視     | 《一代歌后》         | 朱飛白 |
| 1987年 | 中視     | 《珍珠傳奇》         | 李豫   |
| 1987年 | 中視     | 《長江一號》         | 秦正華 |
| 1988年 | 中視     | 《五人行》           | 宋星路 |
| 1988年 | 中視     | 《媽媽·吉利·小叮噹》 | 陳俊孝 |
| 1991年 | 中視     | 《婆媳過招七十回》   | 佟樂平 |
| 1994年 | 中視     | 《青梅竹馬》         | 唐志翔 |
| 2010年 |          | 《呼叫大明星》       | 楊慶泰 |